# Wirusowe zapalenie wątroby typu C
Wirusowe zapalenie wątroby typu C (WZW C) – choroba zakaźna spowodowana przez wirusa zapalenia wątroby typu C (HCV) zajmująca głównie wątrobę. WZW C często przebiega bezobjawowo, ale jego przewlekła postać może prowadzić do marskości wątroby. W niektórych przypadkach osoby chore na marskość wątroby cierpią także z powodu niewydolności wątroby, raka wątroby, a także żylaków przełyku i żołądka.
Do zakażeń WZW C u ludzi dochodzi głównie wśród osób przyjmujących dożylnie narkotyki, poprzez korzystanie z niejałowego sprzętu medycznego oraz podczas transfuzji krwi. Szacuje się, że na WZW C cierpi od 130 do 170 milionów osób na świecie. Naukowcy rozpoczęli prace nad badaniem wirusa HCV w latach 70. XX wieku, a jego istnienie potwierdzili w roku 1989. WZW C atakuje tylko ludzi i szympansy.

## Objawy

### Faza ostra
WZW C tylko w 15% przypadków wywołuje ostre objawy zakażenia. Najczęściej przebieg jest łagodny, a do niecharakterystycznych objawów zalicza się:
- zmniejszenie apetytu
- zmęczenie
- mdłości
- bóle mięśniowo-stawowe oraz
- utrata masy ciała

Tylko w ostrej fazie infekcji występuje żółtaczka. Faza ostra ustępuje bez leczenia u 10–50% osób, najczęściej u młodych kobiet.

### Faza przewlekła
U 80% osób zakażonych, choroba przechodzi w fazę przewlekłą. Podczas pierwszych kilkudziesięciu lat choroby objawy u większości są niespecyficzne lub całkiem ich brak. WZW C jest główną przyczyną występowania marskości wątroby oraz raka wątroby. W przypadku 10–30% osób zakażonych przez okres 30 lat dochodzi do rozwoju marskości wątroby, która częściej występuje u osób dodatkowo zakażonych wirusem WZW B lub HIV, oraz u alkoholików i osób płci męskiej. Osoby, u których dochodzi do marskości wątroby, są 20 razy bardziej narażone na ryzyko zachorowania na raka wątroby (wskaźnik zachorowań na poziomie 1–3% rocznie). Ponadto, w przypadku alkoholików ryzyko jest 100 razy większe. WZW C jest przyczyną 27% przypadków marskości wątroby i 25% raka wątroby.
Marskość wątroby w przebiegu WZW C prowadzi często do nadciśnienia wrotnego, wodobrzusza, zaburzeń układu krzepnięcia, żylaków przełyku oraz encefalopatii wątrobowej w przebiegu żółtaczki.

### Objawy pozawątrobowe
W rzadkich przypadkach WZW C powoduje zespół Sjögrena, obniżenie poziomu płytek krwi, przewlekłą chorobę skóry, cukrzycę oraz chłoniaki nieziarnicze.

## Etiologia

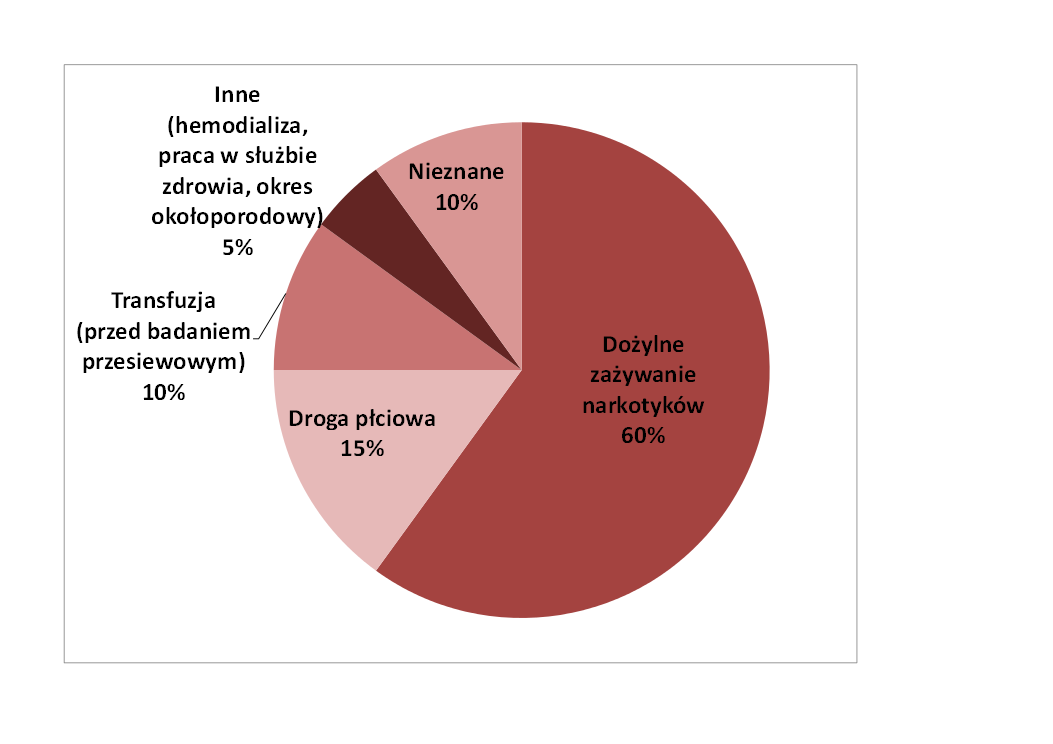
Zakażenia WZW C w USA według ich źródła

Wirus zapalenia wątroby typu C to mały, otoczkowy, jednoniciowy wirus RNA o dodatniej polarności (+ssRNA-wirus), który należy do rodzaju Hepacivirus w rodzinie Flaviviridae. Występuje siedem głównych genotypów wirusa HCV. W USA podtyp 1 jest przyczyną 70% zachorowań, podtyp 2 20% przypadków, a każdy następny podtyp powoduje 1% zakażeń. Genotyp 1 jest także najczęściej występującym w Ameryce Południowej oraz w Europie.

### Rozprzestrzenianie się choroby
Główną drogą rozprzestrzeniania się choroby w krajach rozwiniętych jest dożylne zażywanie narkotyków (ang. IDU – intravenous drug use), zaś w krajach rozwijających się choroba najczęściej roznosi się podczas transfuzji krwi oraz w trakcie wykonywania procedur medycznych, podczas których nie stosuje się środków bezpieczeństwa. W 20% przypadków źródła zakażenia są nieznane, ale wiele z nich można przypisać IDU.

#### Dożylne przyjmowanie narkotyków
Dożylne przyjmowanie narkotyków to główny czynnik ryzyka zakażenia WZW C. Badania przeprowadzone w 77 państwach wykazały, że w 25 z nich wskaźnik zachorowań na WZW C wśród populacji przyjmującej dożylnie narkotyki wynosi 60–80%. W 12 spośród badanych krajów wskaźnik ten przekracza 80%. Aż 10 milionów osób przyjmujących narkotyki przez iniekcję jest zakażonych WZW C, z czego najwyższa liczba zachorowań występuje w Chinach (1,6 miliona), USA (1,5 miliona) oraz Rosji (1,3 miliona). Wskaźnik zakażeń WZW C wśród więźniów w USA jest od 10 do 20 razy wyższy w porównaniu z populacją ogólną, co badania przypisują zachowaniom wysokiego ryzyka, takim jak zażywanie narkotyków oraz tatuowanie się.

#### Zakażenia związane z opieką zdrowotną
Transfuzje krwi, preparaty krwiopochodne oraz przeszczepy narządów wykonywane bez przeprowadzania badań przesiewowych pod kątem obecności wirusa HCV są często źródłem zakażenia. Odkąd w USA wprowadzono w 1992 roku rutynowe badania przesiewowe, wskaźnik zakażeń spadł z 1:200 jednostek krwi do 1:10 000 i w końcu do 1:10 000 000 jednostek krwi. Przyczyną utrzymywania się tego poziomu ryzyka jest fakt, że test laboratoryjny wskaże wynik pozytywny dopiero po 11–70 dniach od chwili zakażenia się wirusem WZW C (tzw. okienko serologiczne). Niektóre kraje nadal nie prowadzą badań przesiewowych pod kątem WZW C z uwagi na ich koszt.

#### Zakłucie igłą
W przypadku osoby, która przypadkowo zakłuje się igłą używaną wcześniej przez chorego z WZW C, istnieje 1,8% szans, że dojdzie do zakażenia. Ryzyko jest większe, gdy zakłuto się igłą iniekcyjną (z kanalikiem) oraz gdy rana jest głęboka. Niewielkim zagrożeniem jest kontakt krwi zdrowego człowieka ze śluzem osoby zakażonej, natomiast podczas styczności takiego śluzu z nienaruszoną powierzchnią skóry nie występuje żadne ryzyko.

#### Stosunki seksualne
Nie wiadomo, czy WZW C może być przenoszone drogą płciową. O ile istnieje związek między czynnościami seksualnymi wysokiego ryzyka a WZW C, o tyle niejasne jest, czy przenoszenie się choroby jest powodowane przez nieujawnione zażywanie narkotyków, czy sam stosunek seksualny. Dowody pozwalają podtrzymywać stanowisko, iż nie ma ryzyka zakażenia wśród par heteroseksualnych, które nie uprawiają seksu z innymi partnerami. Natomiast czynności seksualne stanowiące ryzyko to takie, które powodują znaczne uszkodzenia mechaniczne w kanale odbytu, np. penetracja analna, lub które występują razem z chorobami przenoszonymi drogą płciową (wraz z HIV lub owrzodzeniem genitaliów). Właściwa agencja rządowa USA zaleca jedynie stosowanie prezerwatyw, aby zapobiegać rozprzestrzenianiu się WZW C wśród osób, które mają wielu partnerów seksualnych.

#### Kolczykowanie i tatuowanie ciała
Tatuowanie ciała zwiększa ryzyko zarażenia o 2-3 razy. Źródłem infekcji może być niejałowy sprzęt lub skażenie wykorzystywanych barwników. Tatuaże lub piercing wykonane przed rokiem 1985 są szczególnym powodem do niepokoju, ponieważ techniki sterylizacji mogły być wówczas niewystarczające, aby eliminować wirusa. Ponadto ryzyko wystąpienia choroby jest proporcjonalne do wielkości tatuażu. Wysokie ryzyko zarażenia notuje się w więzieniach. W Stanach Zjednoczonych ponad połowa wszystkich osadzonych korzysta z tego samego niewyjaławianego sprzętu do wykonywania tatuaży. Natomiast rzadko zdarza się, aby tatuaż wykonany w autoryzowanym salonie, miał bezpośredni związek z zakażeniem wirusem HCV.

#### Styczność z zakażoną krwią
Środki higieny osobistej, takie jak maszynki do golenia, szczoteczki do zębów, zestawy do manicure oraz pedicure mogą mieć styczność z krwią zakażonego. Dzielenie ich z innymi naraża na kontakt z wirusem HCV. I choć w przypadku skaleczeń oraz innych podrażnień wywołujących krwawienie należy zachować ostrożność, tak normalny kontakt, jak przytulanie, całowanie lub korzystanie z tym samych naczyń i sztućców nie powoduje rozprzestrzeniania się wirusa WZW C.

#### Zakażenia płodu
Prawdopodobieństwo zakażenia płodu w czasie ciąży wirusem WZW C wynosi 10%. Nie istnieją żadne metody profilaktyczne, które obniżałyby to ryzyko. Do zakażenia może dojść tak w czasie ciąży (wewnątrzmacicznie), jak i porodu (okołoporodowo). Długi poród zwiększa ryzyko zarażenia dziecka. Choć nie ma dowodów, że wirus HCV roznosi się przez karmienie piersią, to jednak zakażona matka powinna unikać karmienia piersią, jeśli jej brodawki są popękane i krwawią lub jej miano wirusa jest wysokie.

## Metody diagnostyczne

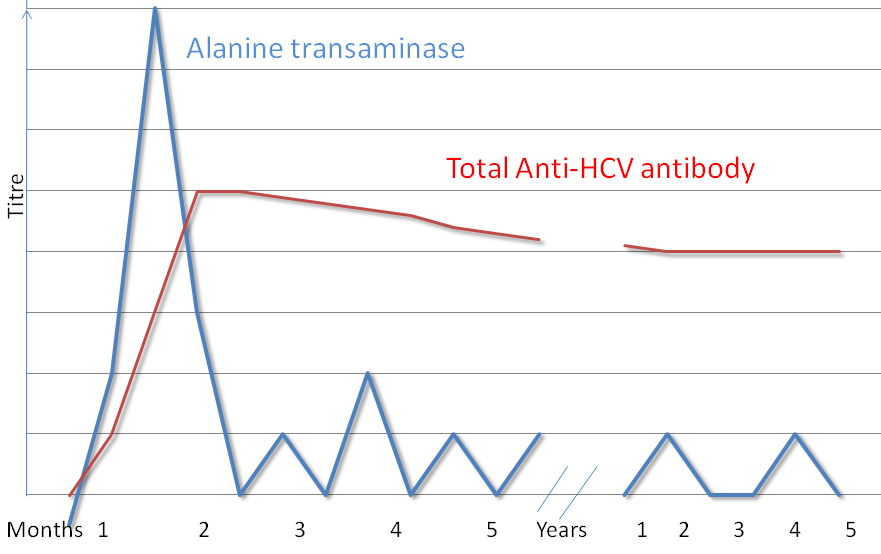
Profil serologiczny infekcji WZW C

Rodzaje testów diagnostycznych w kierunku WZW C to: anty-HCV, test immunoenzymatyczny ELISA, test Western blot oraz test ilościowy HCV RNA. Metodą PCR można wykrywać w RNA wirusa HCV już od 1-2 tygodni po zakażeniu, natomiast przeciwciała pojawiają się po dłuższym czasie.
O przewlekłym WZW C mówimy, gdy wirus HCV utrzymuje się w organizmie przez ponad 6 miesięcy, co stwierdza się na podstawie obecność RNA wirusa we krwi. Z uwagi na to, że zakażenia przewlekłe zazwyczaj przebiegają bezobjawowo przez dziesiątki lat, klinicyści często odkrywają chorobę podczas testów oceniających funkcje wątroby lub podczas okresowych badań przesiewowych pacjentów obarczonych zwiększonym ryzykiem zakażenia. Na podstawie badań laboratoryjnych nie można rozróżnić zakażeń ostrych od przewlekłych.

### Badanie krwi
Badanie związane z wirusowym zapaleniem wątroby typu C zazwyczaj zaczyna się od badania krwi, którego celem jest wykrycie obecności przeciwciał anty-HCV. Jeżeli wynik jest pozytywny, przeprowadza się badanie na obecność RNA wirusa w celu potwierdzenia rozpoznania oraz określenia fazy zakażenia. Jeżeli we krwi wykrywamy jedynie przeciwciała anty-HCV, świadczy to o przebytym zakażeniu.
W początkowej fazie zakażenia poziom enzymów wątrobowych AspAT i AlAT jest zmienny; zazwyczaj zaczyna rosnąć po siedmiu tygodniach od zakażenia. Enzymy wątrobowe nie mają związku ze stopniem choroby.

### Biopsja
Biopsja wątroby może pomóc określić stopień uszkodzenia wątroby, procedura wiąże się jednak z pewnym ryzykiem. Typowe zmiany jakie można wykryć w drodze biopsji to obecność limfocytów w tkance wątroby, komórek limfoidalnych oraz zmiany w przewodzie żółciowym. Dostępnych jest wiele badań pozwalających określić stopień uszkodzenia wątroby i zmniejszyć potrzebę przeprowadzenia biopsji.

### Badanie przesiewowe
W USA oraz Kanadzie zaledwie 5–50% zakażonych wie o swojej chorobie. Osobom należącym do grup podwyższonego ryzyka, włącznie z osobami, które mają tatuaże, zaleca się przeprowadzanie badań. Badania przesiewowe zaleca się również osobom o podniesionym poziomie enzymów wątrobowych, ponieważ często jest to jedyny objaw przewlekłego wirusowego zapalenia wątroby. Okresowych badań przesiewowych nie zaleca się w USA.

## Profilaktyka
Trwają obecnie prace nad szczepionkami, a rezultaty ich są bardzo zachęcające. Połączenie strategii profilaktycznych takich jak programy wymiany igieł oraz terapie dla osób nadużywających substancji odurzających pozwala zmniejszyć ryzyko wirusowego zapalenia wątroby typu C wśród narkomanów o około 75%. Na szczeblu krajowym bardzo ważne są badania przesiewowe dawców krwi oraz stosowanie uniwersalnych środków zapobiegawczych w instytucjach opieki medycznej.

## Leczenie
HCV jest przyczyną przewlekłego zakażenia u 50–80% zakażonych. W prawie 40–80% tych przypadków udaje się zatrzymać dalszy rozwój choroby. W rzadkich przypadkach zakażenie może ustąpić bez leczenia. Osoby cierpiące na przewlekłe wirusowe zapalenie wątroby typu C powinny unikać alkoholu oraz leków szkodliwych dla wątroby oraz powinny skorzystać ze szczepień przeciwko wirusowemu zapaleniu wątroby typu A i wirusowemu zapaleniu wątroby typu B.

### Leki
W 2013 w USA zostały zatwierdzone przez FDA leki / kombinacje leków nowej generacji (np. sofosbuwir, symeprewir). W porównaniu z lekami / kombinacjami leków poprzedniej generacji (np. pegylowany interferon alfa-2, rybawiryna), nowe leki / kombinacje oferują:
- dużo większą efektywność (ponad 90%)
- mniej skutków ubocznych
- mniej dotkliwe skutki uboczne (szczególnie w porównaniu do pegylowanego interferonu alfa-2, będącego głównym komponentem poprzednich kombinacji)
- o połowę (lub więcej – w zależności od zaawansowania choroby) krótszy czas kuracji[36][37][38].

|                                                        |                  | Czas kuracji dla danego genotypu (w tygodniach) | Czas kuracji dla danego genotypu (w tygodniach) | Czas kuracji dla danego genotypu (w tygodniach) | Czas kuracji dla danego genotypu (w tygodniach) | Czas kuracji dla danego genotypu (w tygodniach) | Czas kuracji dla danego genotypu (w tygodniach) | Czas kuracji dla danego genotypu (w tygodniach) | Komentarz |
| ------------------------------------------------------ | ---------------- | ----------------------------------------------- | ----------------------------------------------- | ----------------------------------------------- | ----------------------------------------------- | ----------------------------------------------- | ----------------------------------------------- | ----------------------------------------------- | --------- |
| Genotyp WZW C                                          | Genotyp WZW C    | 1a                                              | 1b                                              | 2                                               | 3                                               | 4                                               | 5                                               | 6                                               | Komentarz |
| Leki / kombinacje leków                                | Marskość wątroby |                                                 |                                                 |                                                 |                                                 |                                                 |                                                 |                                                 |           |
| sofosbuwir+ledipaswir                                  | nie              | 12                                              | 12                                              |                                                 |                                                 | 12                                              | 12                                              | 12                                              |           |
| sofosbuwir+ledipaswir                                  | tak              | 12                                              | 12                                              |                                                 |                                                 | 12                                              | 12                                              | 12                                              |           |
| sofosbuwir+symeprewir                                  | nie              | 12                                              | 12                                              |                                                 |                                                 |                                                 |                                                 |                                                 |           |
| sofosbuwir+symeprewir                                  | tak              | 24                                              | 12                                              |                                                 |                                                 |                                                 |                                                 |                                                 |           |
| sofosbuwir+rybawiryna                                  | nie              |                                                 |                                                 | 12                                              | 24                                              |                                                 |                                                 |                                                 |           |
| sofosbuwir+rybawiryna                                  | tak              |                                                 |                                                 | 16-24                                           |                                                 |                                                 |                                                 |                                                 |           |
| sofosbuwir+rybawiryna+interferon alfa                  | nie              |                                                 |                                                 |                                                 | 12                                              | 12                                              | 12                                              | 12                                              |           |
| sofosbuwir+rybawiryna+interferon alfa                  | tak              |                                                 |                                                 |                                                 | 12                                              | 12                                              | 12                                              | 12                                              |           |
| parytaprewir+ombitaswir+dasabuwir+rytonawir            | nie              |                                                 | 12                                              |                                                 |                                                 |                                                 |                                                 |                                                 |           |
| parytaprewir+ombitaswir+dasabuwir+rytonawir            | tak              |                                                 | 12                                              |                                                 |                                                 |                                                 |                                                 |                                                 |           |
| parytaprewir+ombitaswir+dasabuwir+rytonawir+rybawiryna | nie              | 12                                              |                                                 |                                                 |                                                 |                                                 |                                                 |                                                 |           |
| parytaprewir+ombitaswir+dasabuwir+rytonawir+rybawiryna | tak              | 24                                              |                                                 |                                                 |                                                 |                                                 |                                                 |                                                 |           |
| parytaprewir+ombitaswir+rytonawir+rybawiryna           | nie              |                                                 |                                                 |                                                 |                                                 | 12                                              |                                                 |                                                 |           |
| parytaprewir+ombitaswir+rytonawir+rybawiryna           | tak              |                                                 |                                                 |                                                 |                                                 | 12                                              |                                                 |                                                 |           |
| elbaswir+grazoprewir                                   | nie              | 12                                              | 12                                              |                                                 |                                                 | 12                                              |                                                 |                                                 |           |
| elbaswir+grazoprewir                                   | tak              | 12                                              | 12                                              |                                                 |                                                 | 12                                              |                                                 |                                                 |           |
| sofosbuwir+daklataswir                                 | nie              | 12                                              | 12                                              | 12                                              | 12                                              |                                                 |                                                 |                                                 |           |
| sofosbuwir+daklataswir                                 | tak              | 24                                              | 24                                              | 16-24                                           | 24                                              |                                                 |                                                 |                                                 |           |

#### Leki poprzedniej generacji
Historycznie, leczenie oparte na lekach wprowadzonych na rynek przed 2013 rokiem wiąże się z podawaniem pegylowanego interferonu alfa-2 oraz przeciwwirusowego leku rybawiryny przez okres 24 lub 48 tygodni, w zależności od typu HCV. Poprawa następuje u 50–60% osób objętych leczeniem. Połączenie bocepreviru lub telapreviru z rybawiryną i peginterferonem alfa poprawia reakcję przeciwwirusową na wirusowe zapalenie wątroby typu C genotypu 1. Często występują efekty uboczne leczenia; połowa leczonych cierpi z powodu objawów grypopodobnych, a jedna trzecia ma problemy emocjonalne. Leczenie w ciągu pierwszych sześciu miesięcy jest skuteczniejsze niż rozpoczęte później, ponieważ wirusowe zapalenie wątroby typu C szybko przechodzi w fazę przewlekłą. W razie ponownego zakażenia, jeżeli zakażenie nie zostanie wyeliminowane w okresie od ośmiu do dwunastu miesięcy, zaleca się 24-tygodniową kurację interferonem.

#### Koszty lekarstw
Cena w USA za 12-tygodniową dawkę sofosbuwiru produkowanego przez Gilead Sciences Inc. (marzec, 2016 r.) wynosi 84.000,00 USD (1.000,00 USD za jedną pigułkę), więcej za kombinacje leków opartych na sofosbuwirze. W Indiach, Gilead podpisał umowy z dwunastoma producentami leków generycznych na sprzedaż tego leku w Indiach, wyceniając ten lek na 900 USD za 12-tygodniową kurację. Gilead wycenia sofosbuwir w danym państwie na podstawie procentu zarażenia oraz dochodu danego kraju. Organizacja Lekarze bez Granic w 2013 roku szacunkowo wyceniła koszty produkcji sofosbuwiru na 68-136 USD za 12-tygodniową kurację.
Kombinacja leków elbaswir+grazoprewir (produkowany przez Merck) wprowadzona na początku 2016 roku kosztuje w USA 54.000,00 USD za 12-tygodniową kurację (marzec 2016).
Polskie przepisy prawne pozwalają na sprowadzanie leków drogą pocztową w ilości nie przekraczającej pięciu najmniejszych opakowań na użytek własny. Daje to możliwość sprowadzania leków typu sofosbuwir z Indii w cenach nie dużo odbiegających od cen tamtejszych.

### Medycyna alternatywna
Brak dowodów na to, że alternatywne sposoby leczenia mają jakikolwiek wpływ na wirusa, co więcej, nie stwierdzono, żeby jakikolwiek alternatywny sposób leczenia pomagał osiągnąć lepsze wyniki wśród osób cierpiących na WZW C. Jednak, zwolennicy twierdzą, że przy WZW C pomaga kilka alternatywnych sposobów leczenia włączając w to ostropest plamisty, żeń-szeń oraz koloidalne srebro.

## Rokowanie
Reakcja na leczenie różni się w zależności od genotypu wirusa. Pozytywna reakcja na leczenie utrzymuje się u 40–50% zakażonych wirusowym zapaleniem wątroby typu C genotypu 1 przez okres 48 tygodni po leczeniu. Pozytywna reakcja na leczenie utrzymuje się u 70–80% osób zakażonych HCV genotypu 2 i 3 przez okres 24 tygodni po leczeniu. Pozytywne wyniki serologiczne utrzymuje się u ok. 65% osób z genotypem 4 przez okres 48 tygodni po leczeniu. Dowody związane z leczeniem choroby o genotypie 6 są obecnie rzadkie, ale wskazują na utrzymywanie się objawów przez 48 tygodni po leczeniu, przy takich samych dawkach jak przy chorobie genotypu 1.

## Epidemiologia
brak danych
     <10
     10-15
     15-20
     20-25
     25-30
     30-35
     35-40
     40-45
     45-50
     50-75
     75–100
     >100

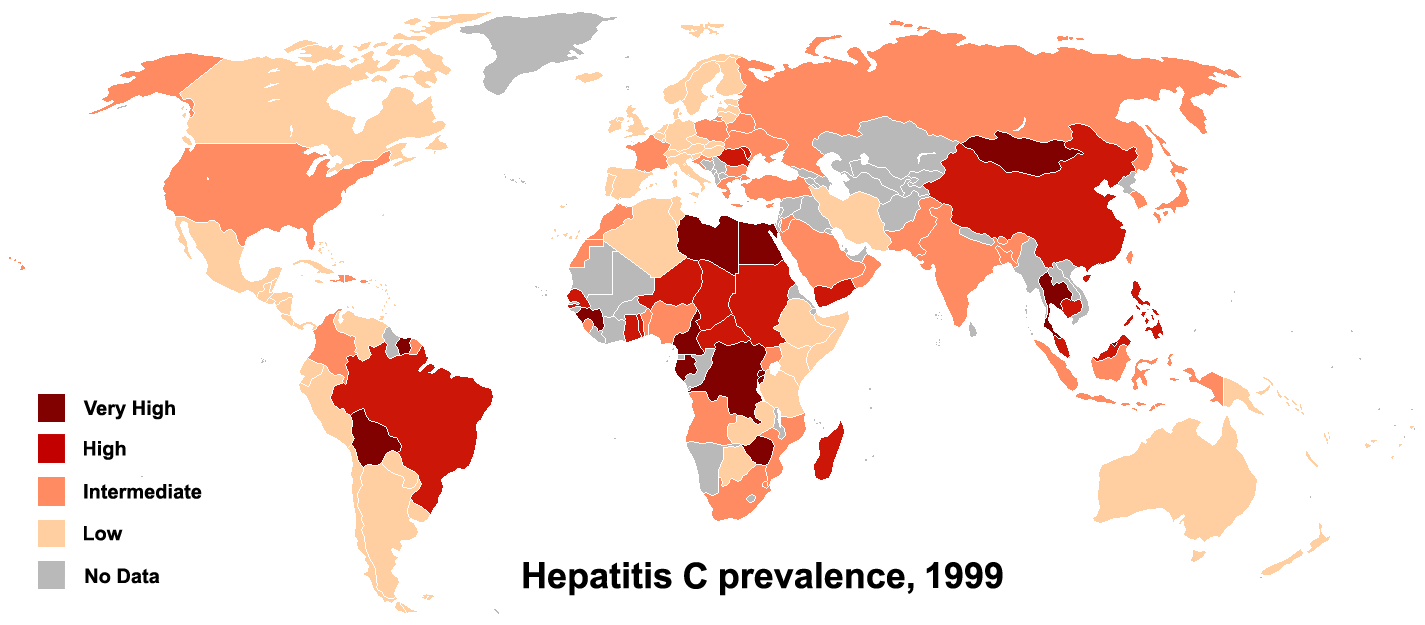
Występowanie wirusowego zapalenia wątroby typu C na świecie w 1999 r.

Wskaźnik DALY dla WZW C w 2004 r. na 100 tys. mieszkańców.

Od 130 do 170 milionów ludzi lub ok. 3% populacji świata żyje z przewlekłym wirusowym zapaleniem wątroby typu C. Około 3–4 milionów osób zaraża się nim co roku, a ponad 350 000 osób umiera co roku w wyniku chorób związanych z wirusowym zapaleniem wątroby typu C. Liczby te znacznie wzrosły w XX w. w wyniku dożylnego stosowania narkotyków oraz używania niesterylizowanego sprzętu medycznego.
Zgodnie z danymi Państwowego Zakładu Higieny i Instytutu Hematologii i Transfuzjologii, uznawanych przez WHO, szacuje się, że w Polsce zakażone jest około 1,4% populacji, wśród dawców krwi przeciwciała anty-HCV wykrywa się u 0,5% osób. W akcjach Stowarzyszenie „Prometeusze”, w badaniach przesiewowych, bezpłatnych organizowanych od 2005 roku wykryto w sumie odsetek około 1,75% zakażeń wśród populacji polskiej (dodatnie wyniki przeciwciał antyHCV). Wśród kobiet ciężarnych w 2007 roku wykryto odsetek mniejszy od 0,5% (8 wyników dodatnich na 1585 badań).
Szacuje się, że w Polsce jest prawie 700 000 zakażonych wirusem HCV (dane Polskiej Grupy Ekspertów HCV), czyli około 1,5% populacji, a na świecie około 170 mln. Genotypem dominującym w Polsce jest 1B (ok. 80% przypadków zakażeń), przy którym skuteczność leczenia wynosi 56–57%. HCV to bardzo poważny problem medyczny i społeczny. Wykryto dotychczas zaledwie pomiędzy 20 a 50 tys. zakażonych (dane Polskiej Grupy Ekspertów HCV – 20 tys. versus dane Stowarzyszenia „Prometeusze” – 50 tys.), co stanowi bardzo niewielki odsetek wykrywalności. Przyczyna leży po stronie bezoobjawowości zakażenia, które nawet do 20–30 lat może się nie ujawniać. Nieleczone przewlekłe zakażenie HCV prowadzić może do marskości i raka pierwotnego tego narządu. Wiedza społeczeństwa o HCV jest bardzo niska – w badaniu opinii publicznej (TNS OBOP wrzesień 2007 rok) ok. 93% społeczeństwa nie wiedziało co to jest HCV. W obliczu braku szczepionki przeciw HCV leczenie jest jedyną formą przeciwdziałania szerzeniu się epidemii – zmniejszenie rezerwuaru HCV w populacji. Leczenie jest refundowane w ramach tak zwanych „programów lekowych”. Aby wykryć zakażenie HCV, należy zacząć od prostego testu serologicznego.

## Historia
W połowie lat 70. XX w. Harvey J. Alter, szef Działu Chorób Zakaźnych na Wydziale Transfuzji w Krajowym Instytucie Zdrowia USA oraz jego zespół badawczy wykazali, że większość przypadków wirusowego zapalenia wątroby po transfuzji krwi nie wynikała z wirusowego zapalenia wątroby typu A lub B. Mimo tego odkrycia przez kolejną dekadę międzynarodowe badania na rzecz identyfikacji wirusa były nieskuteczne. W 1987 r. Michael Houghton, Qui-Lim Choo i George Kuo z Chiron Corporation we współpracy z dr. D.W. Bradleyem z Centrum Kontroli oraz Profilaktyki Chorób wykorzystali nową metodę klonowania molekularnego do zidentyfikowania nieznanego organizmu oraz opracowania badań diagnostycznych. W 1988 r. Alter potwierdził istnienie wirusa poprzez stwierdzenie jego obecności w próbce wirusowego zapalenia wątroby typu innego niż A i B. W kwietniu 1989 r. odkrycie HCV zostało opisane w dwóch artykułach opublikowanych na łamach magazynu Science. Wspomniane odkrycie przyczyniło się do znacznego usprawnienia leczenia przeciwwirusowego. W 2000 r. Alter i Houghton zostali uhonorowani Nagrodą im. Alberta Laskera w dziedzinie klinicznych badań medycznych za „pionierskie prace prowadzące do odkrycia wirusa wywołującego wirusowe zapalenie wątroby typu C oraz opracowanie metod badań przesiewowych, które zmniejszyły ryzyko zakażenia wirusowym zapaleniem wątroby w wyniku transfuzji krwi w USA z 30% w 1970 roku prawie do zera w 2000 r.”
Przedsiębiorstwo Chiron złożyło podanie o przyznanie kilku patentów dotyczących wirusa oraz diagnostyki. Konkurencyjne podanie o nadanie patentu CDC zostało odrzucone w 1990 r., po tym jak przedsiębiorstwo Chiron zapłaciło 1,9 miliona dolarów CDC oraz 337 500 dolarów Bradleyowi. W 1994 r. Bradley pozwał Chiron, próbując unieważnić patent i starając się o uzyskanie statusu współwynalazcy oraz licząc na rekompensatę i zysk tytułem honorarium. Zrezygnował ze swoich żądań w 1998 r., po tym jak przegrał sprawę przed sądem odwoławczym.
Odkrycie wirusa zapalenia wątroby typu C przez Altera, Houghtona i Charlesa M. Rice’a zostało uhonorowane Nagrodą Nobla w dziedzinie fizjologii lub medycyny w 2020 roku.

## Społeczności
World Hepatitis Alliance koordynuje Światowy Dzień Wirusowego Zapalenia Wątroby odbywający się co roku 28 lipca. Gospodarcze koszty wirusowego zapalenia wątroby typu C są znaczne zarówno dla osób prywatnych, jak i dla społeczeństwa. W USA przeciętny koszt choroby w ciągu życia pacjenta wynosił 33 407 dolarów w 2003 r., podczas gdy koszt przeszczepu wątroby wynosił w 2011 r. około 200 000 dolarów. W Kanadzie koszt leczenia przeciwwirusowego wynosił w 2003 r. aż 30 000 dolarów kanadyjskich, podczas gdy ten sam koszt w USA wahał się w 1998 r. od 9 200 do 17 600 dolarów. W wielu rejonach świata ludzi nie stać na opłacenie leczenia przeciwwirusowego ze względu na brak ubezpieczenia lub to, że ich ubezpieczenie nie obejmuje leczenia przeciwwirusowego.

## Badania
W 2011 r. opracowywano ponad 100 leków na wirusowe zapalenie wątroby typu C. Wśród leków tych były między innymi szczepionki przeciw wirusowemu zapaleniu wątroby, immunomodulatory oraz inhibitory cyklofilinowe. Te potencjalne nowe leki są rezultatem pełniejszego zrozumienia istoty wirusowego zapalenia wątroby typu C.